# 寶石篩耳鯰
寶石篩耳鯰，為輻鰭魚綱鯰形目甲鯰科的其中一種，為熱帶淡水魚，分布於南美洲秘魯馬拉尼翁河以及烏卡亞利河流域，體長可達4～4.5公分，棲息在植被生長、水質清澈溪流底層水域，水族市面上成為斑馬小精靈。

## 扩展阅读
維基物種上的相關：寶石篩耳鯰